# 笑福亭生喬
笑福亭 生喬（しょうふくてい せいきょう、1968年11月26日 - ）は、落語家。本名∶小西 正之。

## 芸歴
- 1991年3月17日∶六代目笑福亭松喬に入門。

## 人物

五枚笹は、笑福亭一門の定紋である。

三重県松阪市出身。大阪芸術大学卒業後、1991年3月17日に六代目笑福亭松喬に入門。
- 大学時代は油絵を専攻、何気なしにふらっと立ち寄った落語研究会で上方落語に魅了され所属。「浪遊亭小弁闘」の高座名で舞台に上がっていた。同じ落研出身に桂南天がいる。
- 料理上手としても知られる。年2回の『生喬メシ！』では、落語と、自ら手料理を振舞う。
- 上方落語協会茶道部「楽茶会」会員。
- 宝塚ファン。特に、大湖せしるの大ファン。花詩歌タカラヅカでの芸名は「美園 章（みその あきら）」。
- 妻は熱狂的な落語ファンで1年間200回以上落語会に足を運ぶこともあったが、現在はやや落ち着いて年間120回くらい。夫の良きアドバイザーでもある。

## 受賞歴
- 2000年 「第37回なにわ芸術祭新進落語競演会」新人奨励賞
- 2012年 「第7回繁昌亭大賞」奨励賞
- 2013年 「第8回繁昌亭大賞」大賞

## テレビ
- 御法度落語 おなじはなし寄席！(2021年2月26日、BS朝日-「辻占茶屋」
- うちの師匠はしっぽがない（2022年10月 - 12月）※落語アドバイザー

## 映画
- 阪野パノラミイク 「ストップモーション」 （1999年 「第2回京都映画祭」特別上映作品）

## 弟子
- 笑福亭生寿